# ألبرتو فرنانديز (دراج)
ألبرتو فرنانديز (بالإسبانية: Alberto Fernández de la Puebla) (و. 1984  م) هو راكب دراجة هوائية إسباني، ولد في مدريد، شارك في طواف إسبانيا.

## سباقات أو مراحل فاز بها
| التاريخ       | السباق                | المركز                      |
| ------------- | --------------------- | --------------------------- |
| 01 يناير 2007 | Euskal Bizikleta 2007 | المرتبة 14 في التصنيف العام |
| 01 يناير 2007 | 2007 Trofeo Pollença  |                             |
| 07 مايو 2007  | 2007 فولتا أستورياس   |                             |

## روابط خارجية
- ألبرتو فرنانديز على موقع الاتحاد الدولي للدراجات (الإنجليزية)
- ألبرتو فرنانديز على موقع أرشيف الدراجات (الإنجليزية)
- ألبرتو فرنانديز على موقع إحصائيات الدراجات الإحترافية (الإنجليزية)
- ألبرتو فرنانديز على موقع نسبة الدراجات (الإنجليزية)